# 션 M. 버크
션 마이클 버크(Sean Michael Burke)는 펄 프로그래머, 저자, 언어학자이다. 1998년부터 더 펄 저널(The Perl Journal)의 칼럼니스트였으며 CPAN에 수십 개의 펄 모듈을 작성하고 오라일리 미디어를 위해 책을 내고 있다.

## 소프트웨어
버크의 펄 모듈에는 HTML 구문 분석 모듈 HTML::TreeBuilder, 언어 특화 정렬 변환을 위한 정렬 함수를 만들어주는데 사용되는 Sort::ArbBiLex (arbitrary bi-level lexicographic sorting의 준말)이 포함된다. Class::ISA, I18N::LangTags, Locale::Maketext를 포함한 버크의 모듈들 중 일부는 펄의 표준 배포판의 일부분이 되었다. Locale::Maketext은 리퀘스트 트래커의 국제화 계층의 기초이기도 하다.
또, 버크는 Pod("플레인 올드 도큐멘테이션") 마크업 언어의 사양이자 이는 펄과 펄 모듈의 문서화에 사용되는 perlpodspec, 
주 CPAN 검색 엔진 search.cpan.org의 HTML 문서 생성에 사용되는 현 세대 Pod::Simple 등의 Pod 파서를 작성하였다.

## 저서
- Burke, Sean M. Perl & LWP, 오라일리 미디어, 2002, ISBN 978-0-596-00178-0.
- Burke, Sean M. RTF Pocket Guide, 오라일리 미디어, 2003, ISBN 978-0-596-00178-0.
- Burke, Sean M.  Chapter 5.3: "The design of online lexicons" (p240-249) in A Practical Guide to Lexicography, van Sterkenburg, Piet (editor). A textbook, book #6 in the series Terminology and Lexicography Research and Practice. John Benjamins Publishing Company, 2003.  ISBN 978-1588113818.
- Phone, Wilhelmina; Olson, Maureen; Martinez, Matilda. (Authors.) Dictionary of Jicarilla Apache: Abáachi Mizaa Iłkeeʼ Siijai. Axelrod, Melissa; Gómez de García, Jule; Lachler, Jordan; and Burke, Sean (Eds.).  Author of its section "Technical Notes on the Production of the Dictionary".  University of New Mexico Press. 2007. ISBN 978-0826340788.
- Selected Perl Journal articles appear in all three volumes of Best of The Perl Journal.[6][7][8]